# Павле Станков
Павле Станков е български революционер и опълченец.

## Биография
Павле Станков е роден в 1852 година в кривопаланечкото село Псача, тогава в Османската империя. Изселва се в Кюстендил. При избухването на Руско-турската война в 1877 година постъпва в Българското опълчение и служи в 5-а опълченска дружина от началото до края на войната. Участва в разгрома на турците при село Ветрен, Казанлъшко, на 4 юли, при Казанлък на 5 юли и в епичната Шипченска битка от 9 до 12 август 1877 година. След войната работи като чиновник.